# 99 Aquarii
99 Aquarii è una stella gigante arancione di magnitudine 4,39 situata nella costellazione dell'Aquario. Dista 283 anni luce dal sistema solare.

## Osservazione
Si tratta di una stella situata nell'emisfero celeste australe; grazie alla sua posizione non fortemente australe, può essere osservata dalla gran parte delle regioni della Terra, sebbene gli osservatori dell'emisfero sud siano più avvantaggiati. Nei pressi dell'Antartide appare circumpolare, mentre resta sempre invisibile solo in prossimità del circolo polare artico. La sua magnitudine pari a 4,4 fa sì che possa essere scorta solo con un cielo sufficientemente libero dagli effetti dell'inquinamento luminoso.
Il periodo migliore per la sua osservazione nel cielo serale ricade nei mesi compresi fra fine agosto e dicembre; da entrambi gli emisferi il periodo di visibilità rimane indicativamente lo stesso, grazie alla posizione della stella non lontana dall'equatore celeste.

## Caratteristiche fisiche
La stella è una gigante arancione in avanzato stato evolutivo; con un'età di oltre 10 miliardi di anni ha da tempo finito l'idrogeno all'interno del suo nucleo da convertire in elio, ed è prossima alla sua fine, quando rilascerà l'involucro esterno trasformandosi in una piccola e densa nana bianca.